# Landgraben-Dumme-Niederung
Landgraben-Dumme-Niederung este o arie protejată (arie de protecție specială avifaunistică — SPA) din Germania întinsă pe o suprafață de 2.577 ha, integral pe uscat.

## Localizare
Centrul sitului Landgraben-Dumme-Niederung este situat la coordonatele 52°52′25″N 10°58′35″E / 52.8736°N 10.9764°E.

## Înființare
Situl Landgraben-Dumme-Niederung a fost declarat arie de protecție specială avifaunistică în noiembrie 1992 pentru a proteja 40 de specii de animale.

## Biodiversitate
Situată în ecoregiunea continentală, aria protejată nu include niciun habitat protejat.
La baza desemnării sitului se află mai multe specii protejate de  păsări (40): lăcar mare (Acrocephalus arundinaceus), lăcar-de-rogoz (Acrocephalus schoenobaenus), minunița (Aegolius funereus), pescăruș albastru (Alcedo atthis), gârliță mare (Anser albifrons), gâscă de semănătură (Anser fabalis), Ardea cinerea cinerea, ciuf de câmp (Asio flammeus), buhai de baltă (Botaurus stellaris stellaris), egretă mare (Casmerodius albus albus), barză neagră (Ciconia nigra), erete de stuf (Circus aeruginosus), erete vânăt (Circus cyaneus), erete cenușiu (Circus pygargus), cristeiul de câmp (Crex crex), Cygnus columbianus bewickii, lebădă de iarnă (Cygnus cygnus), ciocănitoarea de stejar (Dendrocopos medius), ciocănitoare neagră (Dryocopus martius), presură de grădină (Emberiza hortulana), șoim de iarnă (Falco columbarius), Falco peregrinus peregrinus, becațină comună (Gallinago gallinago), Grus grus grus, codalb (Haliaeetus albicilla), sfrâncioc roșiatic (Lanius collurio), sfrâncioc mare (Lanius excubitor excubitor), grelușelul-de-tufiș (Locustella fluviatilis), ciocârlie de pădure (Lullula arborea), gaia neagră (Milvus migrans), gaia roșie (Milvus milvus), Numenius arquata arquata, viespar (Pernis apivorus), ploier auriu (Pluvialis apricaria), Podiceps grisegena grisegena, cresteț pestriț (Porzana porzana), pițigoi-pungar (Remiz pendulinus), silvie porumbacă (Sylvia nisoria), fluierar de mlaștină (Tringa glareola), nagâț (Vanellus vanellus).